# Leszek Wojtyś
Leszek Wojtyś FDP (ur. 9 lub 19 lipca 1933 w Sroczkowie koło Kielc, zm. 24 marca 2017 w Łaźniewie) – polski duchowny rzymskokatolicki, orionista.

## Życiorys
Był synem Józefa i Marii z domu Wołoszynowskiej, przychodząc na świat jako piąte spośród dziewięciorga ich dzieci. Pierwsze śluby złożył 15 sierpnia 1952 r., a cztery lata później śluby wieczyste. Święcenia kapłańskie przyjął 13 lipca 1958 r. W latach 1987–1991 piastował funkcję proboszcza parafii p.w. św. Antoniego w Zduńskiej Woli. W 1987 rozpoczął budowę Schroniska dla Bezdomnych Mężczyzn im. bł. Franciszka Drzewieckiego w Henrykowie koło Zduńskiej Woli, które otwarto 25 października 1994. Ks. Wojtyś był jego wieloletnim kierownikiem i kapelanem. W 1999 ks. Leszek Wojtyś został wyróżniony tytułem „Zduńskowolanina Roku” za działalność społeczną, zaś w 2004 Muzeum Historii Miasta Zduńska Wola i Towarzystwo Przyjaciół Zduńskiej Woli wprowadziły go do tworzonej przez siebie „Galerii Niepospolitych Zduńskowolan”. W 2005 został uhonorowany tytułem „Zasłużony dla Miasta Zduńskiej Woli”, a w 2009 odznaczony Krzyżem Kawalerskim Orderu Odrodzenia Polski. Był członkiem Towarzystwa Przyjaciół Zduńskiej Woli.